# Ямпольский район (Сумская область)
Я́мпольский район (укр. Ямпільський район) — административно-территориальная единица, существовавшая с 1923 по 1962 год и с 1966 по 2020 год.
В 1923—1925 годах район входил в состав  Новгород-Северского округа Черниговской губернии Украинской Социалистической Советской Республики Советского Союза. С 1925 по 1930 год Середино-Будский район входил в состав того же округа, который входил напрямую в состав Украинской ССР, а спустя полмесяца после упразднения губерний стал называться Глуховским округом. С 27 февраля до 15 октября 1932 года район входил в состав Киевской области, с 15 октября 1932 года до 10 января 1939 года — в состав Черниговской области, а с 1939 по 1962 год и с 1966 года — в состав Сумской области УССР (до 1991 г.) и независимой Украины.
Административным центром района был посёлок городского типа Ямполь.

## Географическое положение
Ямпольский район располагался на севере Сумской области (бо́льшую часть времени существования района), на исторической Северской земле. На севере Ямпольский район граничил с Середино-Будским, на западе с Шосткинским, на юге с Глуховским районами Сумской области, а на востоке с Севским районом Брянской области.
Административным центром района был посёлок городского типа Ямполь.
Через район протекали реки:
Шостка,
Ивотка,
Бычиха,
Кремля,
Журавель,
Шеенка,
Свесса,
Муровейня,
Ходуня,
Смолянка,
Петушок,
Усок,
Ларионовка,
Косичка,
Яновка,
Косичиха.

## Население
Население района на 2019 год составляло 22 816 человек, в том числе городское — 15 613 человек, сельское — 7 203 человека.

## История
Ямпольский район образован 7 марта 1923 года в Новгород-Северском округе, который в связи с переносом центра 19 августа 1925 года был переименован в Глуховский. До 1 августа 1925 года округ входил в состав Черниговской губернии, затем напрямую входил в состав Украинской ССР. Глуховский округ был упразднён 13 июня 1930 года, после чего район до 1932 года входил напрямую в состав союзной республики.
27 февраля 1932 года Ямпольский район вошёл в состав Киевской области. 15 октября 1932 года из восточной части Киевщины была образована Черниговская область, куда вошёл и Ямпольский район.
10 января 1939 года Указом Президиума Верховного совета СССР район был из состава Черниговской области передан в новообразованную Сумскую область. Упразднён 30 декабря 1962 года, восстановлен 8 декабря 1966 года.
17 июля 2020 года в результате административно-территориальной реформы район вошёл в состав Шосткинского района.
Территория нынешнего Ямпольского района была заселена ещё до нашей эры. Археологи нашли останки поселений, посуду, наконечники стрел, которыми пользовались в эпоху перехода от каменного века к бронзовому.
После распада Киевской Руси земли нынешнего Ямпольского района принадлежали Новгород-Северскому княжеству. Ямпольщина находится в сердцевине древних городов: Путивль, Новгород-Северский, Рыльск, Глухов. По преданию, здесь новгород-северский князь Игорь Святославич собирал войско для похода на половцев, описанного в «Слове о полку Игореве».
В сер. XIV века район вошел в состав Великого княжества Литовского. В 1503, после войны ВКЛ с восточным соседом, земли Ямпольского района вошли в состав Русского государства — власть тамошнего князя признали удельные властители чернигово-северских земель. В 1618 земли района вернулись в состав Речи Посполитой. После Деулинского перемирия, территория района вновь попадает под покровительство русских монархов.
В середине XVIII века в Ямполе расквартировывается казацкая сотня Нежинского полка. В села полка принадлежали Орловка, Свесса, Гремячка, Имшана, Усок, Палиевка, Белица.
Территория нынешней Ямпольщины представляла собой сплошную равнину, поэтому древнейшие поселения возникали между реками и болотами, которые служили защитой для здешних поселенцев. Именно в это время в лесах строятся первые «буды» и «гуты», где местные жители изготовляли деготь, поташ и стеклянные изделия. И сегодня на севере области существуют населённые пункты, в названия которых входят слова и словосочетания тех времен: Старая Гута, Гутка, Марчихина Буда, Середина-Буда. Ремесленничество в феодальные времена распространяется в Ямполе, Орловке: ткачество, бондарство, изготовление шерстяных изделий. Это способствовало развитию торговли. На ярмарках, в основном, продавали и покупали товары натурального хозяйства: мед, грибы, ягоды, дичь, деготь, домашний скот, птицу, бондарные и гончарные изделия.

## Экономика
XIX век — это период бурного экономического развития. В 1850—1870 годах в Свессе и Хутор-Михайловском возникают сахарные заводы, мастерские. На базе Московско-Киевской железной дороги строятся железнодорожное депо, мосты.
Своими глубокими культурно-историческими традициями отмечается одно из сел района — Воздвиженское, где в 1889 году потомок древнего рода шляхтичей, общественный деятель, педагог и мыслитель Н. Н. Неплюев основал особую сельскохозяйственную общину — Крестовоздвиженское Трудовое Братство, которое успешно функционировало в течение нескольких десятилетий и стало уникальным явлением в истории.

## Административное устройство
Район включает в себя:
| - Городских советов: 1 - Поселковых советов: 2 - Сельских советов: 13 | - Городов: 1 - Посёлков городского типа: 2 - Посёлков: 2 - Сёл: 56 |

### Местные советы[6]
| - Дружбовский городской совет - Ямпольский поселковый совет - Свесский поселковый совет - Антоновский сельский совет - Белицкий сельский совет - Воздвиженский сельский совет - Дорошовский сельский совет - Княжичский сельский совет | - Марчихино-Будский сельский совет - Никитовский сельский совет - Орловский сельский совет - Палиевский сельский совет - Степновский сельский совет - Усокский сельский совет - Чуйковский сельский совет - Шатрищенский сельский совет |

### Населённые пункты[7]
| с. Александровское с. Антоновка с. Базелевщина с. Белица с. Бугор с. Василец с. Весёлый Гай с. Воздвиженское с. Гирино с. Говоруново с. Гремячка с. Демьяновка с. Деражня с. Диброва с. Должик с. Дорошенково | с. Дорошовка г. Дружба с. Зеленая Диброва с. Зорино с. Ивотка с. Имшана с. Княжичи с. Косинское с. Лесное с. Ломленка с. Майское с. Марчихина Буда пос. Неплюево с. Никитовка с. Никитское с. Объединенное | с. Окоп с. Олино с. Ольгино с. Орлов Яр с. Орловка с. Палащенково с. Палиевка с. Папирня пос. Привокзальное с. Прудище с. Ржаное с. Родионовка с. Рождественское с. Романьково с. Ростов с. Руденка | пгт Свесса с. Скобычевское с. Сороковый Клин с. Степановка с. Степное с. Турановка с. Усок с. Феофиловка с. Чижиково с. Чуйковка с. Шатрище с. Шевченково пгт Ямполь |

#### Ликвидированные населённые пункты
| с. Жиданов с. Протопоповка |